# 日本の道路
日本の道路（にほんのどうろ）では、日本における道路について述べる。

## 日本の道路と法律
日本の道路では、私道を除いて公共の営造物（公物）として地域住民と合意形成を得ながら、主に国や地方公共団体などが直接管理している。そのため、一定水準の管理の下で道路を維持しつつ、広く提供（供用）される必要があり、そのための法律が定められている。日本の道路の多くは道路法に基づいて管理されているが、その他にも農道や林道などでは別の法律に基づいている。
各関係法律別に、対応する道路をまとめると、下表のようになる。
| 法律                               | 道路の種類                                             | 備考                                                                       |
| ---------------------------------- | ------------------------------------------------------ | -------------------------------------------------------------------------- |
| 道路法                             | 国道（高速自動車国道・一般国道）・都道府県道・市町村道 | 特別区道を含む。                                                           |
| 都市計画法                         | 都市計画道路                                           | ただし、そのすべてが道路法による道路でもある。                             |
| 道路運送法                         | 自動車道（一般自動車道・専用自動車道）                 |                                                                            |
| 土地改良法・農用地開発公団法       | 農道（農免道路・広域農道）                             |                                                                            |
| 森林法・林業基本法・森林開発公団法 | 林道                                                   |                                                                            |
| 漁港漁場整備法（旧称・漁港法）     | 漁港施設道路・漁免道路                                 | 漁免道路は完成後、道路法上の道路となる。                                   |
| 港湾法                             | 臨港道路                                               |                                                                            |
| 鉱業法                             | 金属鉱山等保安規則による道路                           |                                                                            |
| 自然公園法                         | 公園道・自然研究路・長距離歩道                         |                                                                            |
| 都市公園法                         | 園路                                                   |                                                                            |
| 国有財産法                         | 里道                                                   | 2005年4月1日までに、現に機能を有するものについては、市町村へ所有権を移転。 |
| 法律なし                           | 私道                                                   | 建築基準法第42条第1項第5号の規定による「位置指定道路」を含む。             |

道路交通法や道路運送車両法による道路上の規定は、一般の交通の用に供される全ての道路について適用される。

## 日本の道路の分類
日本の道路網では、都市や拠点を結ぶネットワーク機能を有しており、都市間の道路では通行機能、都市内ではアクセス機能や滞留機能が求められている。また、山地部の道路では勾配やカーブの半径を厳しくとる必要がある。道路計画設計の基本においては、これら機能や地域特性に応じて代表的な指標を設けて、道路にいくつかの区分を設けている。具体的には、ネットワーク機能は「道路の種類」で表現し、交通機能を「計画交通量」で表現し、地域特性を「都市部・地方部」、「平地部・山地部」で表現している。

### 管理主体による分類
- 国道
- 都道府県道
- 区市町村道

また、都道府県道と政令指定都市の市道には主要地方道に指定されている道路がある。

### 道路構造令による種級区分
道路構造令に基づいて、道路の規模により第1種から第4種に分類され、それぞれはさらに、計画交通量によって第1級から第5級に分類（交通量が少ないほど級の数字が増える）される。
種の区分では、道路の種類として高速自動車国道や自動車専用道路と一般道路の別、都市部・地方部の別で区分している。級区分は、道路の種類、平地部・山地部の別、計画交通量で区分している。道路の建設を計画する際には、区間ごとにどれに分類するかを決定し、それに基づいて設計が行われる。
- 第1種：地方部の高速自動車国道及び自動車専用道路（平地部1 - 4級、山地部2 - 5級）
- 第2種：都市部の高速自動車国道及び自動車専用道路（1 - 2級）
- 第3種：地方部のその他の道路（平地部1 - 5級、山地部2 - 5級）
- 第4種：都市部のその他の道路（1 - 4級）

また、通行することのできる交通の種別による分類として、自動車専用道路、自転車専用道路、歩行者専用道路、自転車歩行者専用道路という道路法の専用道路と、道路の一部分を区画して自動車の通行を制限している道路構造令上の歩道、自転車道、自転車歩行者道がある。

### 機能区分
- 主要幹線道路
- 幹線道路
- 補助幹線道路
- その他の道路

### 接続制限による区分

#### 自動車専用道路
自動車だけが走れるような構造になっている道路で、以下の条件を満たし道路管理者が法規に基づき指定を行ったものを自動車専用道路という。歩行者や自転車などの通行は禁止される。
1. 自動車だけの通行に限られること。
2. 出入はインターチェンジに限られること。
3. 往復車線が中央分離帯によって分離されていること。
4. 他の道路、鉄道等との交差方式は立体交差であること。
5. 自動車の高速通行に適した線形になっていること。

これらの道路には、高速自動車国道、都市高速道路および上記の条件を満たす一般有料道路、自動車専用道路が該当する。なお、これらの法規の適用を受けない例外的存在として、私道である宇部伊佐専用道路がある。
高速道路のうち、高速自動車国道および一般国道の自動車専用区間の一部は、主に東日本高速道路株式会社・中日本高速道路株式会社・西日本高速道路株式会社・本州四国連絡高速道路株式会社が建設・管理を行う。
また都市高速道路とは、大都市圏およびその周辺地域でひとつのネットワークとして機能する自動車専用道路を指し、その事業主体は下記の都市高速道路会社や地方公社が中心となっている。
首都圏・阪神圏の都市高速道路である首都高速道路・阪神高速道路は都府県道または市道であるが、国・地方自治体の設立・出資による特殊会社（首都高速道路株式会社・阪神高速道路株式会社）がそれぞれ建設(一部、路線の存する都府県、市が施工する場合がある)・管理を行う。また国の認可を経て地方自治体が設立・出資する公社による都市高速道路を指定都市高速道路といい、名古屋、福岡・北九州、広島の3都市圏に整備されている。 
なお、高速道路株式会社法（2004年6月9日公布）において高速道路とは次のように定義されている。
「この法律において「高速道路」とは、次に掲げる道路をいう。
一　高速自動車国道法（昭和三十二年法律第七十九号）第四条第一項に規定する高速自動車国道
二　道路法第四十八条の四に規定する自動車専用道路（同法第四十八条の二第二項の規定により道路の部分に指定を受けたものにあっては、当該指定を受けた道路の部分以外の道路の部分のうち国土交通省令で定めるものを含む。）並びにこれと同等の規格及び機能を有する道路（一般国道、都道府県道又は同法第七条第三項に規定する指定市の市道であるものに限る。以下「自動車専用道路等」と総称する。）」
（平成16年6月9日法律第九十九号　高速道路株式会社法第二条第二項）

#### 一般道路
上記の自動車専用道以外の道路を、通常「一般道」と呼んで区別している。

## 日本の道路の歴史

### 古代
考古学的な発見にもとづく歴史では、日本列島では、縄文人の縄文時代前期中頃から中期末葉（今から約5900-4200年前）の遺跡である三内丸山遺跡に幅12メートルの舗装された道路があったことが、2000年に発見された。
日本の土木工学の専門家は、古代の人々が農耕を始めて定住した場所には、集落間での交易が始まって往来が頻繁になり、多くの人が歩いた結果、自然発生的に踏み分けられた原始的な道ができたといわれている。
日本における人工的な（人工的で、距離の長い）道路整備では、諸説あるが紀元前548年頃の綏靖天皇時代に山陽道が開かれたのが最も古いといわれている。日本国外では、紀元前3000年頃にエジプトでピラミッド建設のための道路が整備されていた記録があることから、日本の道路整備は海外に比べて時代的に大きな後れをとって始められていた。
なお日本の書物の中の道路についての最も古い記述としては、日本書紀（養老4年、西暦720年 完成）におさめられている「神武東征」の件りで、河内国から大和国に兵を進めた様子を書いた記述、「皇師兵を勅へて歩より龍田に赴く。而して其の路嶮しくして、人並み行くを得ず。」であるとされている。
7世紀当初、飛鳥地方に大和政権が誕生し、奈良盆地東縁を通る山辺の道や、聖徳太子が通ったとされる太子道、南北に通る上ツ道・中ツ道・下ツ道、これに直行する横大道、竹内街道などが造られた。日本書紀の推古天皇21年（613年）11月の記事には、「難波より京に至る大道を置く」とあって、当時の京は飛鳥であり、竹内街道は現在の奈良県葛城市 - 大阪府堺市を結ぶもので、今の国道166号のルートにほぼ相当するものである。
律令制が制定されて広域地方行政区画として五畿七道が定められると、日本で最初の計画的な道路網の整備が始められるようになり、646年、孝徳天皇の「改新の詔」により、地方に国司・郡司を置き、中央と地方の官庁とを結ぶ「駅路」が整備されることになった。中央政府を中心に、大路・中路・小路の制度が定められ、これが日本における道路制度の始まりと言われている。駅路の全長は6500キロメートル (km) にもおよび、30里（約16 km）毎に駅が設けられて、輸送機関として駅夫・駅馬が置かれた。駅路は大和朝廷の都（畿内）を中心に放射状に作られ、特に山陽道・東海道・東山道・山陰道・北陸道・西海道・南海道の7路線を「七道駅路」「畿内七道」として重点的に整備した。これら七道の呼称は、道路を指すだけでなく、その道路によって結ばれる国の地域的集合区分としても用いられた。この内、都と大宰府（九州）とを結び最重要視されていた山陽道と西街道の一部が「大路」、東国へ向かう東海道・東山道を「中路」、その他を「小路」と呼んだ。 これらの道路の特徴は、小さな谷は埋め、峠付近は切り通しにするなどして、できるだけ直線的に平坦になるように作られていたため、集落からは遠く離れたところを通っていた。この直線的な道路の傾向は、ローマ帝国におけるローマ街道でも見られる。
奈良時代には行基の指導により、平城京と各地を結ぶ奈良街道などが整備されたほか、神社や寺院が各地で建立されたため、高野街道、熊野古道などの信仰の道が生まれた。

### 中世
藤原氏が治めた平安時代から鎌倉時代にかけては、大きな道路整備は行われなかった。
源頼朝が鎌倉に幕府を開くと、山陽道に代って都がおかれている京都と鎌倉を結ぶ東海道が重要視されるようになった。この時代には、頼朝が支配圏を拡大していくために道路整備を積極的に行っており、特に東国の関東武士が鎌倉へ集結するための関東各地と鎌倉とを結ぶ鎌倉街道が切り開かれた。
室町時代は、道路や交通に対する目立つような施策はほとんど見られず、数多く関所を設けて通行人から通行税をとる政策しか行われなかった。
戦国時代には、各戦国大名にとって物資の往来、敵からの防御が死活問題であったため、領内の道路整備や峠の開削が行われた。特に武田信玄は、棒道と呼ばれる軍事的な輸送目的の道路を積極に整備している。領国の境には関所が設けられて通行税の徴収が行われるようになっていったが、そんな中、織田信長は全国統一を目指して道路整備の方針を制度化し、この思想が江戸幕府に引き継がれることになる。信長は、1574年に道奉行の役職を置き、道路の大規模な改修を実施しており、主要道路の幅員を3間半（約6.54 m）、その他は3間（約5.5 m）として、2160間を1里（約3927 m）と制定している。
織田信長・豊臣秀吉は天下統一のための支配圏拡大を行っていくにあたり交通路を重要視しており、道路改修や橋梁整備を怠らず行い、国の境にあった関所を廃止した。

### 江戸時代
江戸時代に入り、幕府は一般旅行者や諸国大名の参勤交代のため全国的な道路整備を行った。その中心となるのが、幕府直轄の五街道である。五街道は4代将軍徳川家綱の時代に定められたもので、江戸の日本橋を起点とする東海道、中山道、甲州街道、奥州街道、日光街道の5つの街道のことである。五街道に繋がる街道（附属街道）のうち主要なものを「脇往還」または「脇街道」という。五街道とその脇街道で、本州中央部のかなりの地域を網羅していた。五街道沿いには原則として天領・親藩・譜代大名が配置された。また、交通上重要な箇所には関所や番所を置いた。
五街道は1601年（慶長6年）に徳川家康が全国支配のため順次整備が始められ、1604年（慶長9年）に日本橋が五街道の起点と定められた。1659年（万次2年）以降になると、五街道と脇街道は幕府の道中奉行の管轄とされた。それ以外の街道は勘定奉行が管理をしていたが、道中奉行のような直接管理ではなく、沿道の藩に実際の管理を行わせた。これは、五街道・脇街道以外の街道が外様大名の大藩の領地であることにも関係がある。
軍事・警察上の必要から街道の要所には関所を配置して検問が行われたほか、一里（約4 km）ごとに一里塚が設けられ、一定間隔ごとに開設した宿場には本陣・脇本陣、旅籠などが立ち並んだ。
江戸時代の街道には、古代の駅路などに比べて一般民衆の通行も多くなったが、旅人は道路を見てその藩の状況を判断するからということで、各藩は道路の整備に気を配っていた。また、当時は、馬や駕籠は使われていたものの、まだ馬車は無く交通の大半が徒歩であったことから、道路の傷みは馬車交通で破壊された欧州諸国の道路のようにひどくなかった。日本を訪れていた西欧人の旅行記などには、この当時の日本の道路の印象について書かれており、ヨーロッパの道路と違い整備状態が実によく行き届いていたことを示す評価がなされている。
平戸や長崎には、オランダ人の手によって、石畳による日本初の舗装道路が作られた。

### 明治時代
徳川第15代将軍慶喜による大政奉還後、明治新政府によって近代的な道路整備が始まり、道路行政に関する諸制度が次第に整備されるようになった。1869年（明治2年）、全国諸道の関所が廃止されて制度面での交通障害が除かれた。また、それまで車両の使用に課されていた制約が除かれ、この結果、従前の駕籠に代わって、1870年に和泉要助が考案した人力車が軽便な交通機関として急速に普及した。さらに都市では上流層が馬車を用いるようになり、1869年（明治2年）には、東京 - 横浜間に日本で初めての乗合馬車が開業した。その後、東京 - 高崎間や東京 - 宇都宮間など、相次いで主要都市間の乗合馬車が開業されるようになった。日本にも馬車が輸入されて導入されるようになると、それまで徒歩に耐えられる程度に砂利を敷き砂で固めてあった当時の日本の道路は、馬車の通行によってすぐに傷んでたちまち悪路と化し、あまりのでこぼこ道に、馬車が横転する事故も発生していた。
明治政府が最初に行った道路方策は、1871年（明治4年）の太政官布告で発した有料道路制で、道路・橋梁などの築造や運営を民間人が実施し財源として料金を徴収することを認めた。この制度を基に1875年（明治8年）に、東海道に並行する小田原 - 箱根湯本間に日本初の有料道路が開通する。1872年（明治5年）には、太政官布告（道路清掃ノ条目）が制定されて、街路樹が植えられ、車道に砂利、歩道は煉瓦・敷石で舗装された近代的な道路が東京市にできた。さらに1876年（明治9年）の太政官布告第60号により、道路を国道・県道・里道の3種類に分け、さらに一等・二等・三等の等級に格付けする道路の法律制定されて、1898年（明治18年）内務省告示第6号に、江戸時代以来の主要な街道は日本橋を起点とする国道に指定されて1号から44号まで番号が付けられた。
1886年（明治19年）内務省訓令により、道路の施行方法について基準が定められ、割石道路（マカダム道路）が標準道路となった。この道路工法は、路床と路面は中央が少し高くなるように歪曲を持たせて、路床の上に4 - 5センチメートル (cm) 大の砕石を厚さ12.5 cmに敷き、その上の表層面に細砕石および接合剤を厚さ7.5 cmで敷き固めたものである。
1872年（明治5年）に新橋 - 横浜間に日本で最初の鉄道が開業して以来、明治政府も長距離の交通手段としては、安全性が高く、より速度や輸送力に優れていた鉄道の建設を優先し、また沿岸部では内航航路が輸送に占める比重も大きかった。明治新政府の中には、鉄道整備を優先すべきと強力に主張する者がいたこともあって、道路の中では限られた幹線が馬車交通を辛うじて可能とする程度に整備されたに過ぎず、鉄道路線の延伸に伴い馬車は幹線道路から影を潜めるようになり、やがて鉄道が陸上交通の主役の座に就いた。
それでも、鉄道建設が明治時代中期以降まで遅れた地域では、新道開削が大規模に行われた例も見られた。よく知られるのは、明治10年代に三島通庸が相次いで県令（県知事）を務めた山形・福島での道路整備である。三島は県民に労働力と費用供出を強制し、文字通りの力業で道路建設を急速に推進した。その使役ぶりは官憲による強圧を伴うもので苛烈を極め、三島は「鬼県令」として恐れられた。福島・山形両県を結ぶ50 kmの新道「万世大路」（1881年全通）は、当時日本最長のトンネルである栗子山隧道（全長約870m）を含む馬車通行可能な道路で、三島の建設した道路の中でも最も有名な例と言える。
日本に初めて自動車が導入されたのは、1903年（明治36年）のことである。当時の日本の道路は全くの未舗装で、東京の都心部も舗装されていなかった。このため、雨が降ればたちまち道路は泥沼と化し、車のタイヤが泥にのめりこむのは当たり前で、でこぼこ道にたまった水溜まりを通り抜ける車がはねた泥水は、通行人に浴びせられることも日常茶飯事であった。初めてのアスファルト舗装が行われたのは明治の終わりごろだといわれており、まだこの当時の舗装技術は未熟だったため、簡易舗装的なものだったと考えられている。その後、大正期にかけて自動車の輸入が増大していき、道路の重要性も増してきたことから、市街地の道路整備も本格的に行われるようになっていった。

### 大正時代から第二次世界大戦まで
1919年（大正8年）に道路法が初めて制定され、道路は国道、府県道、郡道、市道、町村道の5種に分類され、国道も再編成が行われた。なお郡道は1923年（大正12年）4月1日に郡制が廃止されたことにより府県道及び市町村道に昇格及び降格となった。軍港や基地に達する国道路線が多く置かれ、軍事国道と呼ばれる国道も設置された。国道に関しては、建設費および改修費は国が負担し、その他の道路は地方公共団体が負担することになっていた。
1920年（大正9年）、日本初の道路整備長期計画である「第1次道路改良計画」が策定される。しかし、その3年後に関東大震災が発生し、帝都復興が優先された結果、地方道路の整備は更に遅れてしまった。日本初となる本格的な舗装道路、つまり現在でいう本舗装が誕生したのは、1926年（大正15年）に完成した東京・品川 - 横浜市間の約17 kmと、兵庫県尼崎市 - 神戸市間の約22 kmの道路であった。
この時代には、ドイツのアウトバーンを参考に、産業・軍事用の高速道路計画と主要道路の改良策も検討されたが、1937年（昭和13年）の日中戦争突入にはじまり、1941年（昭和16年）の太平洋戦争勃発という事態になると、戦争が最優先されて道路整備は実現不能なものとなっていた。

### 第二次世界大戦後
敗戦国となった日本は、戦争末期の空襲で甚大な被害を受けて、戦時中は保守管理が行き届かなかった道路も相当に荒廃していた。舗装はもとより路盤を造る砕石がほとんどない路面は、自動車の重量を支えられずに轍（わだち）はのめり込み、道路幅員もすれ違いが出来ないほど狭く、車両によっては沿道の家屋と接触するほどであった。また、トラック走行によって舞い上がる砂塵は、日常生活や周囲の農作物に対して被害を及ぼした。破損した道路の復旧・維持修繕を促すために、連合国軍最高司令官総司令部（GHQ）のマッカーサー司令官は、1948年（昭和23年）に「日本の道路及び街路網の維持修繕五箇年計画」の策定を要請し、1952年（昭和27年）に改正道路法が制定された。自動車の普及とともにその重要性が認識されはじめ、1954年（昭和29年）に「第一次道路整備五か年計画」が発足し、政府も道路整備に本腰を入れ始めるようになった。自動車保有台数も100万台を突破していたため、政府は国内初の高速道路である名神高速道路の実現可能性を探るべく、世界銀行が派遣したアメリカのラルフ・J・ワトキンスを長とする調査団に調査依頼したところ、1956年（昭和31年）に提出されたワトキンス・レポートで日本の道路事情の悪さを痛烈に指摘されるほど道路整備を行うための財源不足が外国人によって認識させられ、これが戦後日本の道路整備を推進するきっかけとなったといわれている。その後、田中角栄らが道路整備を行うための特定財源制度を議員立法で制定させて、その財源をもとに急速に道路整備が行われたことにより、ワトキンスが来日した当時は日本政府の道路整備支出予算は国民総生産（GNP）の0.7%に過ぎなかったものが、10年足らずの間に大幅に拡大されて2%を突破し、その後も2%台を維持した。
1960年頃まで、日本の道路のほとんどは非舗装といってよい状況であった。1960年代半ばまで一般国道の改良率や舗装率を伸ばすことが最重要課題で、道路整備五箇年計画の計画的・重点的実施により、道路水準は著しく向上し、高度経済成長期を支える基本インフラ整備に貢献した。その後は政府の経済計画である全国総合開発計画（全総）との連動で、時代による道路整備の方向性も変化していき、幹線道路の混雑の解消とともに高速道路の全国的整備へとシフトしていった。
1964年（昭和39年）東京オリンピックを1つの契機として、高速道路や都市高速道などが整備されていき、その前年の1963年（昭和38年）には日本初の高速道路である名神高速道路が誕生した。当初、高速道路は6つの法律に基づき個別路線ごとに計画されたが、全国的構想に基づくものではなかったため、1966年（昭和41年）に国土開発幹線自動車道建設法が制定され、延長7600 kmの全国高速道路網計画が策定された。
また、1960年代後半から始まったモータリゼーションは日本の道路の舗装化が急速に進んだ時期でもあったが、自動車の台数は急増していき、交通事故死者が激増して社会問題となり、昭和40年代は交通戦争という言葉まで生まれた。交通公害も社会問題となり、多様化する社会ニーズへの対応など、道路整備延長を増やすだけでは解決できない問題に対し、本格的に自動車や道路の対策が行われることになる。
1980年代に入ると、人口が東京・首都圏だけに集中し始める現象が起こるようになり、政府はこれに対処すべく1987年（昭和62年）に第四次全国総合開発計画（四全総）を策定し、「多極分散型国土の構築」を「交通ネットワークの構築」によって実現することが提唱され、7600 kmに代わる新たな高速道路網計画として延長1万4000 kmの高規格幹線道路網が主要プロジェクトとして位置づけられた。この計画では、目標サービスの改善としてインターチェンジまで1時間以内に見直され、災害に対するリダンダンシー（冗長性）などの視点が加えられた。バブル景気の時代に入ると道路の開発ラッシュで整備がさらに進んだ。

### 平成
高速道路など高規格幹線道路のネットワークは全国を網羅し、それを補助する地域高規格道路も整備が行われた。道路において一定の量的ストックは形成されたため、2000年代に入り、道路整備予算は縮小されつつあるが、過去の道路建設に伴う負債が多くの自治体で問題となっている。
また、交通事故による死者数はピーク時1万5千人を超えていたが、2007年には高度な医療体制の確立や、エアバッグや衝突安全ボディーなど自動車の安全装置の充実、自動車台数の減少などによって5千人以下となった。

## 道路交通
日本の道路交通規則では、自動車、自転車などの車両が左側通行、歩行者が右側通行である。1890年（明治33年）6月の初制度化から改正された1949年（昭和24年）ごろまでは、人も馬・車も道路の左側通行であった。これについての理由は、明治以前の武士の時代に刀を左に挿した侍が擦れ違う時に刀の鞘が触れないようにするためとも、すれ違いざまの攻撃のときに対応が遅れないためともいう説がある。また、牛車が左側を通行する習慣があったため、交通規則を定める際に人も車も左側通行したという説もある。明治に入り、新政府はイギリスに範を取り左側通行を正式に採用している。戦後、自動車が増えるに従い通行者が後ろからくる車に気づきにくく危険であるという理由から、GHQが、アメリカ合衆国と同じく車が右側通行、歩行者が左側通行の対面交通とするよう指導したが、日本の道路設備を右側通行にするには多額の費用と時間が必要ということが判明したため、車の左側通行は維持し歩行者のみ右側通行とすることとなった。アメリカ合衆国の施政下にあった沖縄県では、1978年7月30日まで車が右側通行だった（730）。

現在、世界的には「歩行者が左側、車両が右側」を通行する国が多数派であるが、日本と同様に「歩行者が右側、車両が左側」を通行する国にはイギリスなどがある。

### 交通管理施設

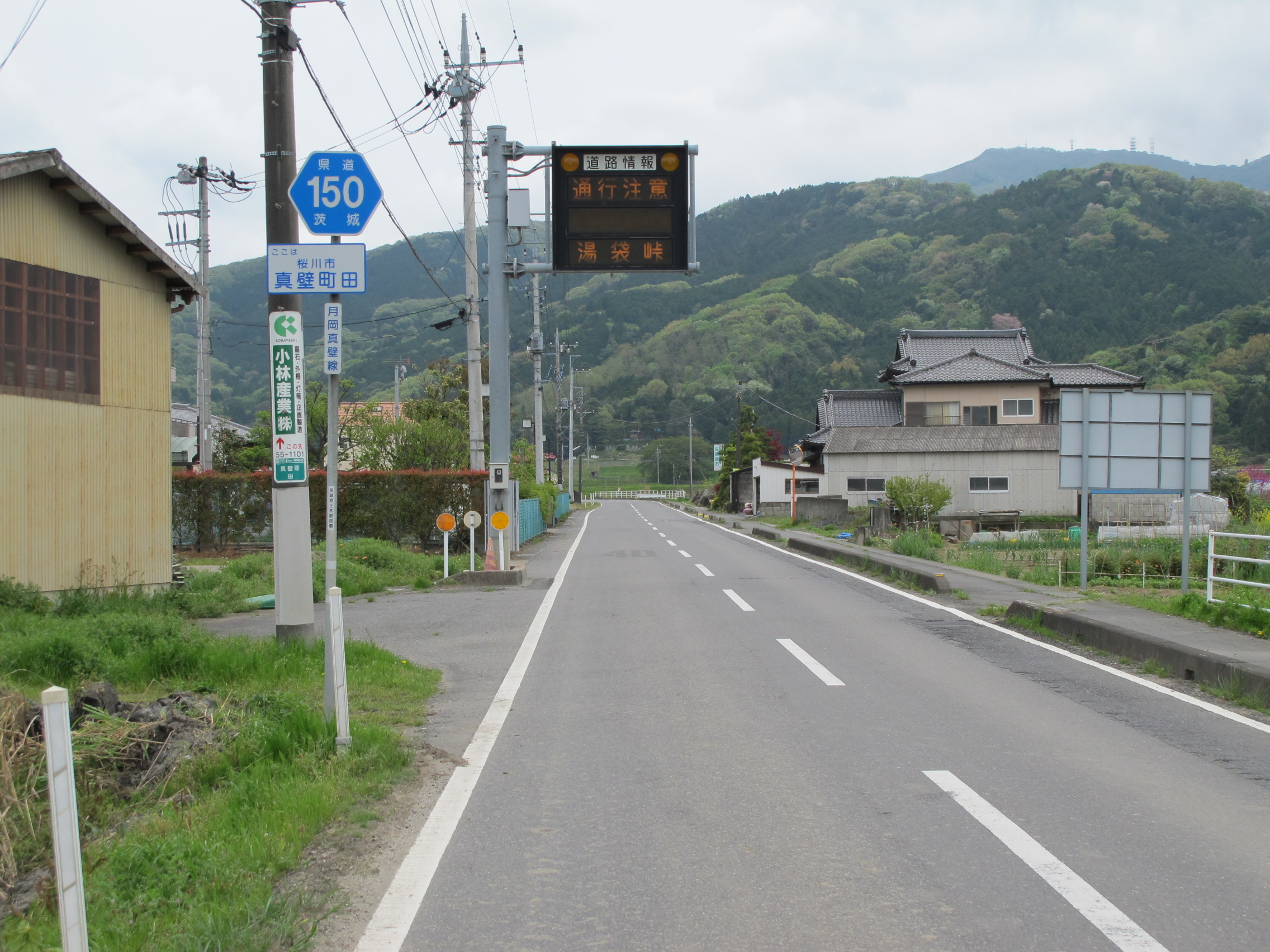
道路情報提供装置の一種である、一般道路に設置されている道路情報板の例（茨城県道150号）。

日本の道路では、交通の円滑を図り、安全かつ安心に利用できるように、道路標識、路面標示、非常電話、道路情報提供装置、車両監視装置、車両諸元計測装施設、料金所、信号機の8種類の交通管理施設が設置されている。
道路標識は、道路で見かける丸形や三角形、四角形などの標識である。それぞれ役割があり、案内・警戒・規制・指示の各種類ごとに設置者が決められている。各種の道路標識は、一か所にいくつもの標識が設置されることがないように配慮がなされていて、交通の妨げとならないように道路利用者にとってわかりやすい位置に設置されている。（→詳細は、「日本の道路標識」を参照。）
路面標示は、道路の舗装面にある横断歩道や停止線、センターライン（中央線）などのマーキングのことである。マーキングの色は「道路標識、区画線及び道路標示に関する命令」（略称：標識令）により黄色や白色、青色表示などが定められていて、またその種類によって設置者が規定されている。（→詳細は、「日本の路面標示」を参照。）
非常電話は、高速自動車国道などの自動車専用道路に設置されていて、NEXCOなど道路管理者の担当センターに直接つながり、自動車の事故や故障など非常時の通報や援助を求める際に使用するものである。
道路情報提供装置は、その道路の渋滞や雨、霧、積雪、路面凍結などの気象情報、土砂崩れなどによる交通状況を把握して、道路上に設置された道路情報板などにより利用者へ情報提供する装置である。
車両監視装置は、主要道路の要所要所に遠隔操作できる監視カメラを設置して、交通事故や車両火災などの道路の状態を監視する装置である。交通量や走行速度を感知する車両感知器も、車両監視装置に含まれる。
車両諸元計測装置は、道路構造の保全や通行車両の安全を守るために、幹線道路沿いや料金所に設置されている施設で、日本の小型道路以外の道路設計基準である総重量25トン（245 kN）を超える重量の車両を検出し、取り締まるために設置されている。
料金所は、高速道路や有料道路の出入口に設けられる、通行料金を収受するための施設である。近年では、ETC（料金自動授受システム）の普及により、窓口の無人化がすすんでいる。
信号機は、交差点でよく見かける道路交通の信号装置で、車両用と歩行者用があり、交差点の安全を確保するうえで最も有効な設備である。信号の発光面は意外と大きく、車両用（円形）は直径25 - 30センチメートル、歩行者用（正方形）は1辺あたり25センチメートルある。また、表示色の赤・黄・青の3色のうち、「止まれ」を意味する赤が最も視認性の良い位置になるように配置されている。信号制御方法は、大別すると地点制御、線制御、面制御の3つに分類でき、地点制御は隣接交差点に連動しない当該交差点を単独で制御する方式、線制御は幹線道路において隣接する交差点とともに連動制御する方式、面制御は大都市などの道路網において近隣交差点を一括して制御する方式である。また、信号表示には定期周期と交通感応制御の2種類がある。（→詳細は、「日本の交通信号機」を参照。）

## 道路整備五箇年計画
道路整備五箇年計画（どうろせいびごかねんけいかく）とは、1954年から政府の閣議決定により策定が開始された道路整備のための目標や事業量を定めた中長期計画および基本方針プログラムである。国民生活の向上と国民経済の健全な発展を図るために道路整備の計画的・重点的実施が的確に実行されることを目的としており、道路整備緊急措置法（昭和33年法律第34号）第2条第1項の規定に基づいて定められる。道路整備は非常に長期に及ぶとともに、多大な事業費を必要とするため、将来の交通需要を的確に予測し、事業効果を踏まえた優先順位のもとに事業プログラムを策定するものである。また中長期的な視点での有効需要を喚起し、整備された道路や橋、トンネルなどの交通インフラが十分に機能することで生み出される多くの経済効果をもたらすものとして、政府の経済計画の一翼を担う重要な役割を果たすものとして位置づけられている。
道路整備五箇年計画が策定される以前の1950年代前半の日本は、幹線道路の整備は十分ではなく、2車線以上で線形・勾配が満足に改良された道路改良率は一般国道で30%程度、舗装率は20%未満という状況で、日本の経済・産業の発展を阻害する要因の一つにもなっていたが、これまで道路整備五箇年計画に基づいて確実に道路整備が実施されたことにより、道路整備水準が著しく向上し、日本の経済発展に大きな貢献をもたらしてきている。その一方で、時代の経過とともに道路整備の重心も変化しており、1960年代ごろは道路改良率や舗装率の改善が重点的課題にあげられ、平成期に入るまでにその約90%以上が解消されてきたが、その後は高速道路の全国的な整備、幹線道路の交通障害の解消、交通事故や公害への対応など、多岐にわたる課題への取り組みが行われている。

## 道路統計年報にみる道路整備状況

### 道路延長
道路法で規定している道路である高速自動車国道・一般国道・都道府県道・市町村道（以下、公道）を合わせた総延長は127万3620 kmあり、その長さは地球約32周分に相当する。全体から見た比率では、高速自動車国道が約0.7 %であるのに対し、生活道路といわれる市町村道で約83 %を占めている。近年、毎年約4000 kmの道路が新たに造られているといわれており、日本国内の道路延長を伸ばし続けている。
公道を対象とした都道府県別の道路延長は、国土交通省発行の道路統計年報2014年によると、北海道が9万7316 kmと最も長く、第2位の茨城県（6万0171 km）、第3位の愛知県（5万2185 km）と続く。また、最も短いのは沖縄県（9076 km）である。道路密度は、農村部よりも都市部の方が高く、人口密度の高い都市ほど道路密度も高い傾向にある。道路密度が最も高いのは埼玉県（13.00 km/km2）で、2位が東京都、3位が神奈川県と続く。道路密度が最も低いのは北海道（1.24 km/km2）で、1位埼玉県の10分の1以下である。

### 道路面積
日本の公道全体を対象とした道路面積は、道路統計年報2014年によると7557 km2あり、熊本県や宮城県の面積を上回る。都道府県別では、最も広いのは北海道で730.3 km2あり、第2位が愛知県（332.7 km2）、第3位が茨城県（284.8 km2）と続く。一方、都道府県別の道路面積比率では、最も高いのが大阪府で8.04 %あり、2位が東京都、3位が神奈川県と続き、上位5位まで三大都市圏が占める。最も低いのは北海道の0.87 %であるが、これは北海道地域は明治以降に開発された広大な土地で未開の地も多いためである。

### 道路幅
道路の路線や地域によって、道路幅には著しい差があり、概して古くから開かれた都市の道路は狭く、新興住宅地など新しく開けた土地の道路は比較的広いスペースが設けられている。都道府県別の道路幅の平均となると大きな差異はみられなくなるが、全国平均で5.90 mとなり、自動車がすれ違うことができない道路が全国的に多いことを物語っている。道路統計年報2014年によると、道路幅平均が最も広い都道府県は大阪府で7.57 mあり、2位が北海道（7.50 m）、3位が沖縄（7.11 m）と続く。
なお、日本の道路における車線の幅は、普通に見られる一般的な2車線道路でおおむね1車線あたり3.0 mの幅があり、幹線道路で3.25 m、高速道路などでは3.5 – 3.75 mとなっている。

### 歩道
車道に併設される歩道の設置状況は、交通弱者である歩行者を守る道路の安全整備状況がどれだけ進んでいるかを示す指標にもなっている。道路統計年報2014年によると、歩道設置率が最も高いのは沖縄県で27.0 %、2位が北海道（24.0 %）、3位が東京都（23.4 %）と続く。沖縄と北海道の歩道設置率が高い理由は、沖縄は戦後アメリカに占領されていた時期があったことや、北海道では明治時代以降に開拓された歴史を持つことから、他府県とは社会的、文化的に事情が異なっているからだという見方がされている。

### 中央分離帯
交通事故の抑止効果があるとされる中央分離帯は、道路幅が広くないと設置困難なため、都市部ほど設置率が高い傾向にある。道路統計年報2014年によると、中央分離帯設置率が最も高いのは大阪府で4.1 %、2位が東京都（2.9 %）、3位は山口県（2.7 %）と続く。一方、設置率が低いのは長崎県・鹿児島県・高知県の3県で0.5 %となっている。

## 維持修繕
道路では、道路利用者や沿道住民に、より良い道路サービスを提供するために道路の機能の維持・修繕が行われている。その第一歩として、道路の異常や不法占用に対する措置を講ずるために、道路巡回によって道路情報の収集が行われている。道路巡回方法には状況に応じて4つの種類があり、(1) 原則2日に1回程度、目視点検を行う「通常点検」、(2) 原則として月1回、夜間の道路使用状況や夜間特有の照明施設などの安全施設などの機能を確認する「夜間巡回」、(3) 原則として年1回、橋梁やトンネルなどの構造物の破壊状況について点検を行う「定期点検」、(4) 台風や地震災害が発生したときに、交通障害や道路の利用状況を把握するために必要に応じて実施する「異常時巡回」がある。これら巡回業務以外でも、国土交通省の管理基準に則って、路面清掃、除草、樹木の剪定、降雪時の除雪が行われる。
舗装は、供用が始まると徐々に劣化していくため維持修繕が行われているが、日本では高度経済成長期に建設された道路舗装が老朽化し、維持修繕にかかる費用をなるべく抑えた効率の良い修繕計画が求められるため、PSIやMCIを用いて舗装性能を総合的に評価している。舗装が薄いと建設初期の費用は小さく済むが、頻繁に補修を行わなくてはならず、これに対して厚い舗装では維持修繕費用は少なく済むが、建設初期費用が高くなってしまうため、その中間になるようなライフサイクルコストになるように、舗装の厚さは考えられている。

### 積雪地域

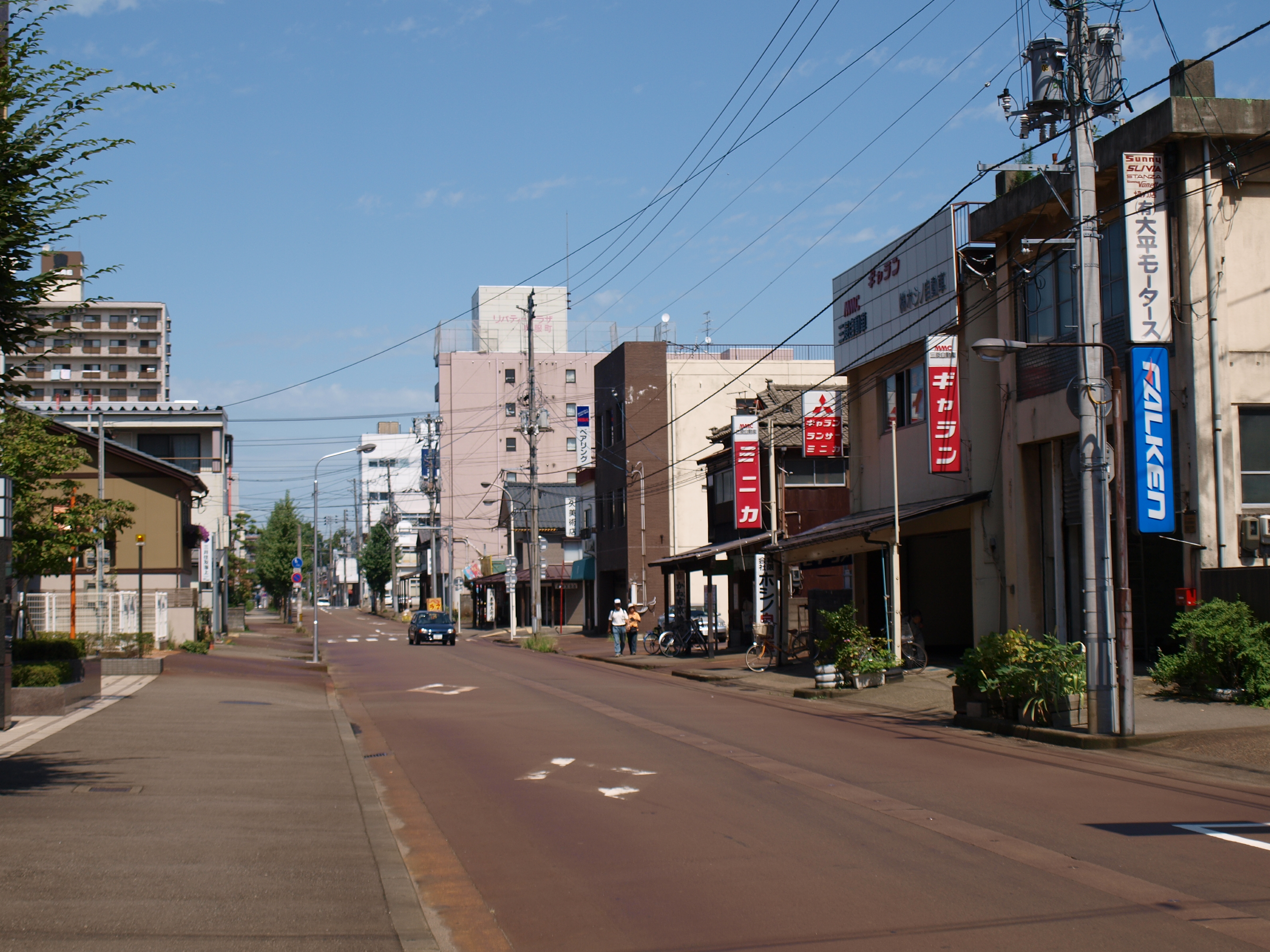
消雪パイプが埋め込まれている新潟県長岡市の道路。道路のセンターラインには地下水が吹き出すヘッドが埋め込まれている。地下水が流れ出る影響で、路面はサビ色に染まっている。

冬期に積雪がある積雪寒冷地は、雪寒法（正式名：積雪寒冷特別地域における道路交通の確保に関する特別措置法）で定義されていて、雪や氷の害から道路の交通機能を維持するために、さまざまな工夫がなされている。路面の凍結防止対策としては、地下水が流れる消雪パイプを道路下に設置して、道路に水を散布することによって雪を溶かす方法や、道路下に熱を発するパイプや電熱線を埋め込むロードヒーティング設備を設置する方法がとられている。
道路施設としての安全対策は、除雪車による除雪位置や走行位置の目印にするための除雪ポールや道路幅表示器、道路脇の斜面に積もった雪が道路上に落ちてくるのを防止するための防護柵やスノーシェッド、チェーン脱着場（チェーンベース）、信号機の上に雪が積もりにくくなるようにした縦型信号機などが設置されている。
舗装についても対策されており、寒冷期に舗装下の路床（ろしょう）の凍結による体積膨張と、夏場に融解した際の地下水で地盤が弱くなることが繰り返されるによって引き起こされる、舗装表面のひび割れや、わだち掘れ現象の対策として、路床と舗装の下層路盤との間に、凍上抑制層とよばれる凍らない層を設置する。

## 環境への取り組み
環境影響評価（環境アセスメント）制度は、事業者があらかじめ環境への影響について調査または評価を行い、その結果に基づいて環境保全措置を検討することによって、事業計画を環境保全の上でより望ましいものとする仕組みである。環境保全評価は1972年に一部の事業で導入され、1997年からは環境影響評価法に基づき実施されるようになった。環境影響評価の対象となる道路事業のうち、大きな影響を及ぼす恐れがあるため必ず実施する道路（第1種事業）は、すべての高速自動車国道、4車線以上の都市高速道路、4車線以上かつ10 km以上の一般国道である。また、環境影響評価の手続きを行うかどうかを個別に判断する道路事業（第2種事業）は、4車線以上かつ7.5 - 10 kmの一般国道が対象となる。事業者は、環境影響評価の手順を守るため、まずはじめに環境保全のために配慮すべき事項を記載した「配慮書」を、評価項目や調査・予測・評価の手法などを検討した「方法書」を作成する。方法書に基づいて、環境影響の調査・予測・評価及び環境保全措置の検討をまとめて「準備書」に記し、住民や知事の意見と、事業者の見解を示して必要な修正を行って「評価書」として作成される。最終的に、事業が実施された後に評価書に対する「報告書」がとりまとめられる。

### 騒音対策

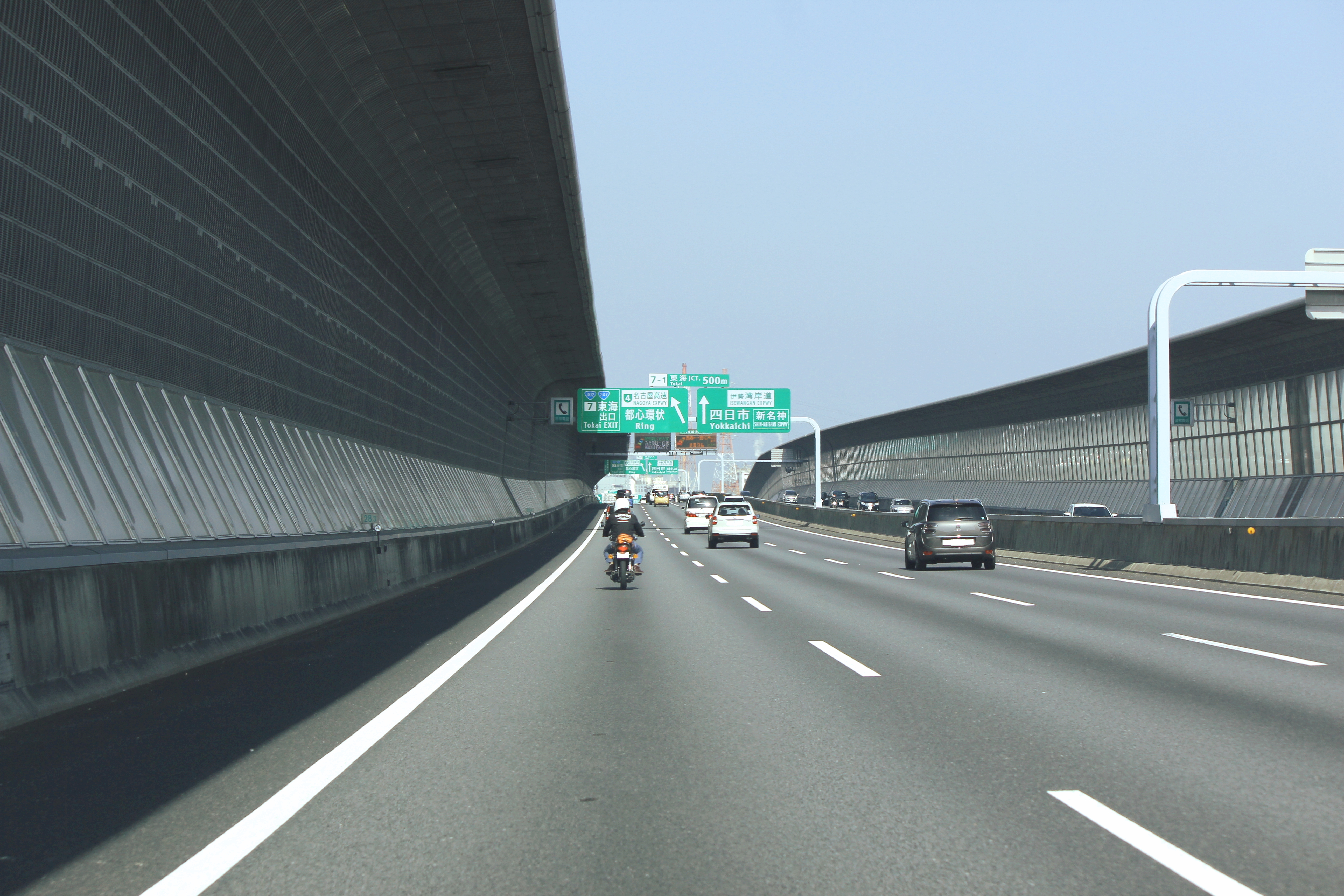
遮音壁の一例（伊勢湾岸自動車道）

道路を走行する自動車が発する騒音は、地域の環境保全と快適な暮らしを守ることを目的に、環境基本法と騒音規制法によって規制されている。騒音には、距離減衰、反射、屈折、回折といった性質があり、これら考え方をもとに、道路にはさまざまな対策が施される。主な対策に、遮音壁と環境施設帯の設置があり、遮音壁は騒音を遮蔽して減音するとともに、吸音材により反射音を吸収する工夫がなされている。また環境施設帯は、交通量が多い自動車専用道路などの両側に20メートルほどの一定幅を持つ緩衝帯を設けることで騒音の距離減衰効果が期待される空間であり、そこに街路樹を植栽したり、一部は自転車歩行者道や車道が設けられる。

### 地球温暖化対策
地球規模の環境問題の一つとして、温室効果ガスのひとつである二酸化炭素 (CO2) による地球温暖化がある。「日本国温室効果ガスインベントリ報告書」によれば、2015年度における日本国内の温室効果ガス (CO2) 総排出量は13億2500万トンあり、このうち自動車からのCO2排出量は総排出量全体の約15%を占めている。削減には自動車の燃費改善や、利用目的に応じた公共交通機関の有効利用法もあるが、道路における対策としては、渋滞をなくしたスムーズに走れる道路交通環境の改善と、道路の緑化・道路施設の太陽光発電などの新エネルギー活用が挙げられる。小型車は走行速度60 - 70 km/hのときにCO2排出量は最小になるという計算結果もあり、環状道路やバイパス道路の整備、道路交通情報の提供や弾力的な料金制度による道路交通の円滑化がCO2排出量の削減に寄与している。